# Sudão nos Jogos Olímpicos de Verão de 1984
O Sudão competiu nos Jogos Olímpicos de Verão de 1984 em Los Angeles, Estados Unidos. O país retornou às Olimpíadas após boicotar os jogos de 1976 e 1980.

## Resultados por Evento

### Atletismo
5.000m masculino
- Musa Gouda
  - Eliminatórias — 13:59.41 (→ não avançou)

10.000m masculino
- Musa Gouda
  - Eliminatória — 28:20.26
  - Final — 28:29.43 (→ 10º lugar)

### Boxe
Peso Mosca-ligeiro (– 48 kg)
- Alego Akomi
  1. Primeira Rodada — Perdeu para John Lyon (GBR), 0:5